# Монреальский музей изящных искусств
Монреальский музей изящных искусств (фр. Musée des beaux-arts de Montréal) — музей в Монреале, крупнейшем городе провинции Квебек (Канада).
Старейший художественный музей Канады, один из известнейших музеев Северной Америки.

## История
Основан в 1860 году как Ассоциация изобразительных искусств, в 1948-49 годах получил своё нынешнее название.
Из-за отсутствия постоянного помещения в первые два десятилетия своего существования Ассоциация занималась лишь организацией проведения ежегодных выставок в Монреале.
В 1877 году Ассоциация получила исключительно щедрое пожертвование от монреальского бизнесмена Бенайи Джибба. Он завещал Ассоциации большую часть своей коллекции произведений искусства (90 картин и 8 бронзовых изделий), 8 тысяч долларов и участок земли в северо-восточном углу площади Филипс в том случае, если Ассоциация построит музей в течение трёх лет.

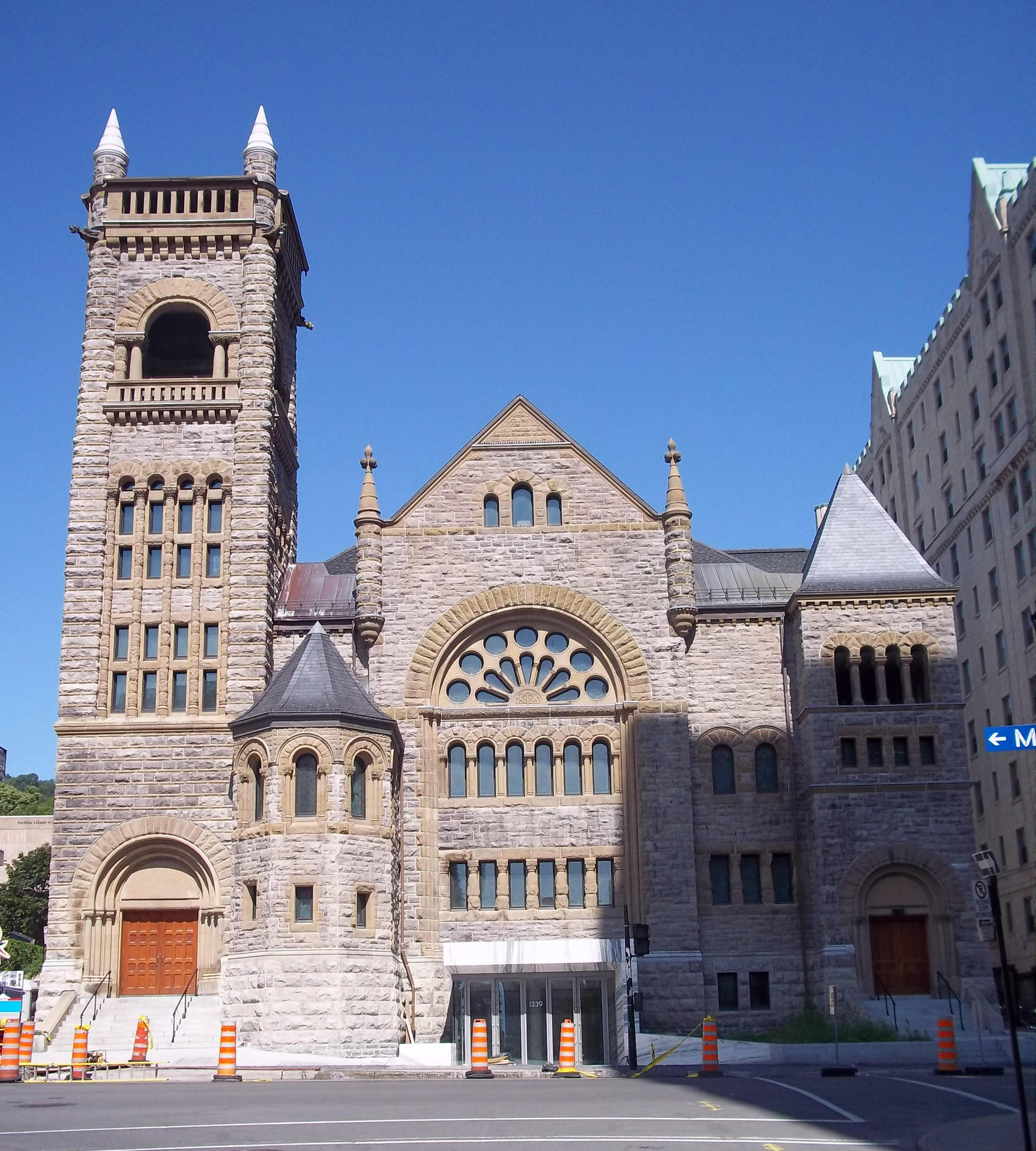
Один из корпусов музея в бывшем здании Эрскин и Американской объединённой церкви

26 мая 1879 года четвёртый генерал-губернатор Канады Джон Дуглас Сазерленд Кэмпбелл открыл Художественную галерею Ассоциации изобразительных искусств Монреаля: первое здание в истории Канады, построенное специально для размещения коллекции произведений искусства. Дар Бенайи Джибба произвёл впечатление в монреальском обществе и число пожертвований увеличилось. Несмотря на то, что в 1893 музей был расширен, его площади стало не хватать. Ассоциацией было принято решение построить новое здание для музея на улице Шербрук в пределах «Золотой квадратной мили», где размещались основные финансовые учреждения города. Был создан комитет, отвечающий за строительство музея, в состав которого вошли: Джеймс Росс, Ричард Б. Ангус, Винсент Мередит, Дэвид Моррис (отец художника Джеймса Вилсона Морриса) и другие. Большинство членов комитета внесли значительные суммы на строительство.
Здание музея построено по архитектурному проекту братьев Эдуарда и Уильяма Сазерленда Максвеллов в стиле неоклассицизма. Строительство началось летом 1910 года и завершилось осенью 1912 года. 9 декабря 1912 года десятый генерал-губернатор Канады принц Артур открыл новое здание музея. На церемонии открытия присутствовало около трёх тысяч человек.
В 1976 году архитектором Фредом Лебенсольдом достроено новое крыло музея, а в 1991 году был построен южный корпус в модернистском стиле, спроектированный архитектором Моше Сафди. Площадь музея значительно увеличилась в 2010 году, когда в состав музея было включено здание бывшей Американской объединённой церкви, расположенное рядом.
4 сентября 1972 года в Музее изящных искусств произошло крупнейшее в канадской истории ограбление музея. Вооруженные грабители похитили драгоценности, статуэтки и 18 картин общей стоимостью 2 миллиона долларов (приблизительно 10,9 миллионов в наши дни), в том числе работы Делакруа, Гейнсборо и редкий пейзаж Рембрандта. Похищенное так и не удалось найти. В 2003 году газета Globe and Mail писала, что только работа Рембрандта стоит миллион долларов.
Начиная с 80-х годов XX столетия музей проводит у себя крупные выставки: «Леонардо да Винчи, инженер и архитектор», «Марк Шагал», «Сальвадор Дали». «Пабло Пикассо: встреча в Монреале», «Потерянный рай: европейский символизм», «Музыка и танцы в работах Энди Уорхола» и многие другие, сотрудничая с крупнейшими музеями мира, в том числе и с Эрмитажем. Музей посещает около 600 тысяч человек ежегодно.

## Коллекции
В музейной коллекции более 33 тысяч экспонатов, от античности до наших дней, большая часть которых подарена музею монреальскими меценатами. В коллекция представлено декоративное искусство, искусство Канады, искусство зарубежных стран, современное искусство, картины старых мастеров, гравюры и рисунки. В составе коллекции также ценное собрание старинных тканей, английского фарфора и крупнейшее в мире собрание шкатулок для чая, используемых во время японской чайной церемонии. В коллекции музея представлены работы Эль Греко, Тициана, Питера Брейгеля-младшего, Николы Пуссена, Джованни Тьеполо, Джованни Кастильоне, Сольваторе Розы, Жака Белланжа, Жоржа Руо, Мартина Шонгауэра, Жоржа де Фёра, Фердинанда Ходлера, Анри Лемана, Альбера-Эрнста Каррье-Белёз, Жана Батиста Коро, Франсуа Буше, Мариотто Альбертинелли, Феликса Валлоттона, Джеймса Энсора и многих других художников, скульпторов и гравёров.

### Избранные картины из коллекции музея

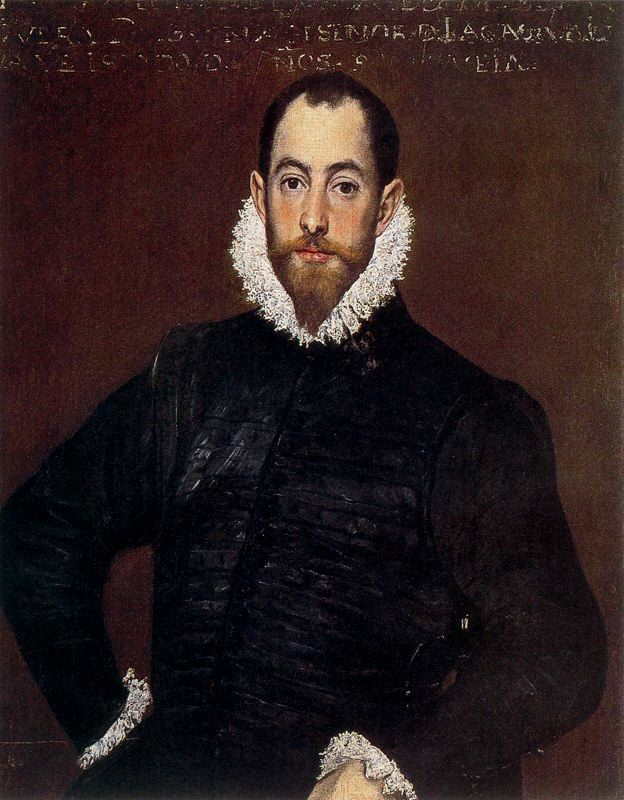
Эль Греко, Портрет мужчины из Каса де Лейва, 1580
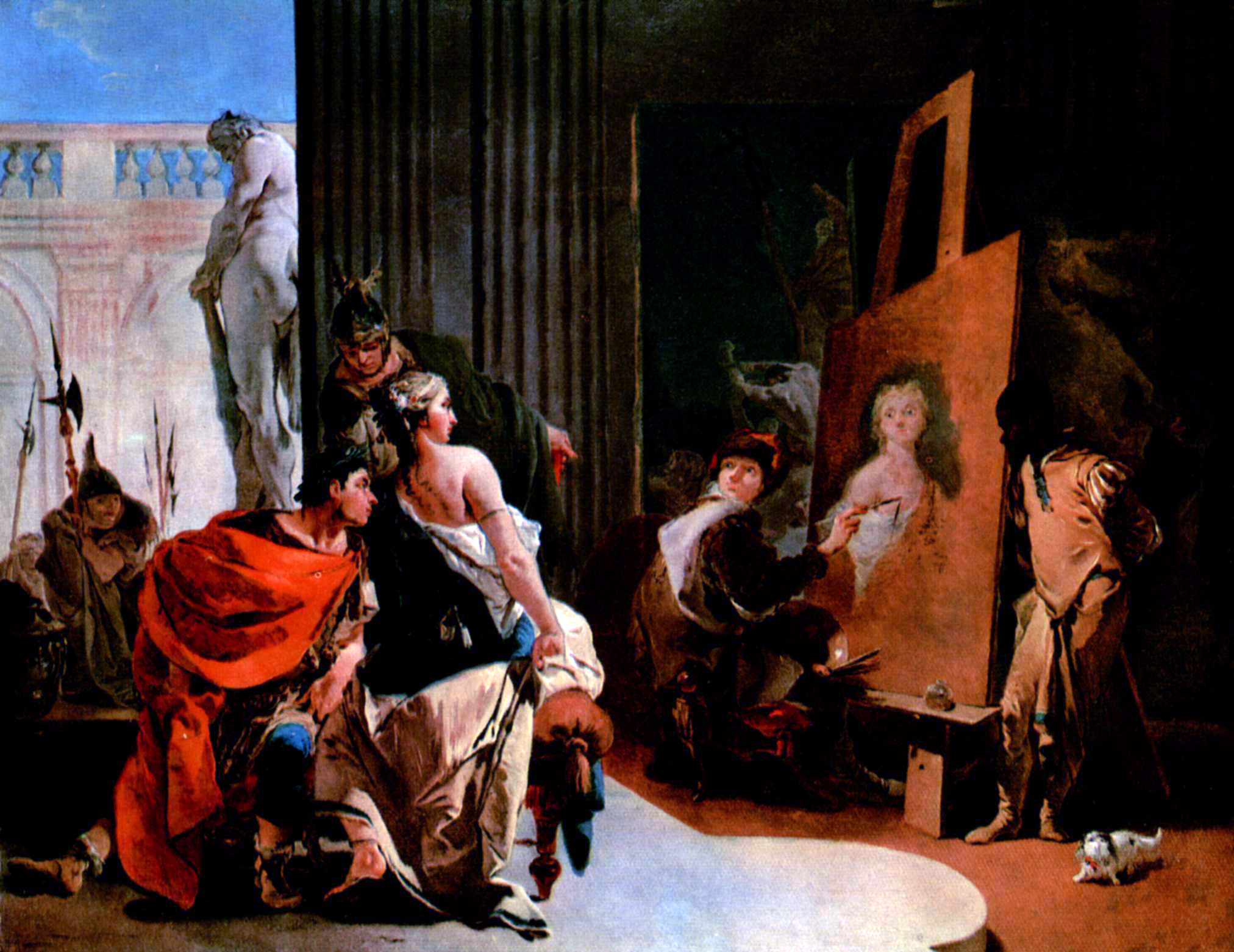
Джованни Батиста Тьеполо, Александр Великий и Кампаспа в студии Апеллеса, 1725-1726
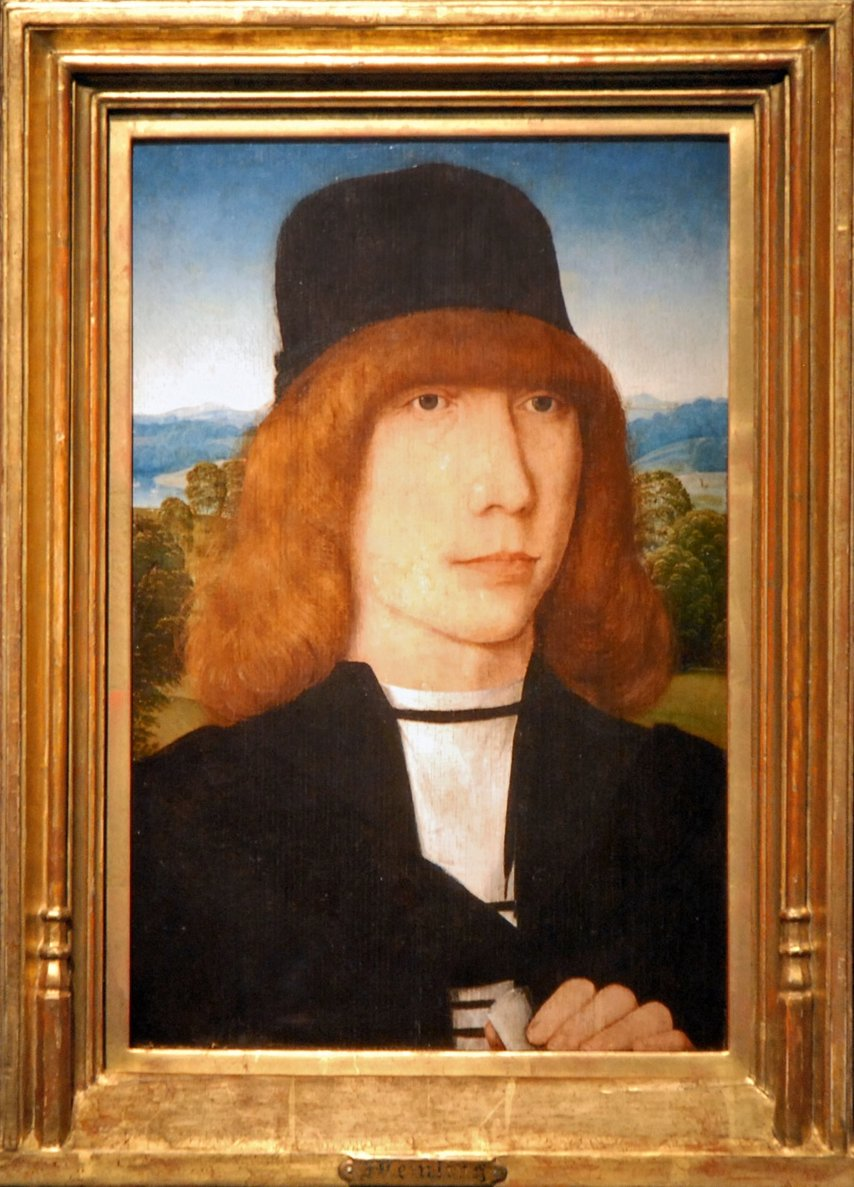
Ханс Мемлинг, Портрет юноши, 1490
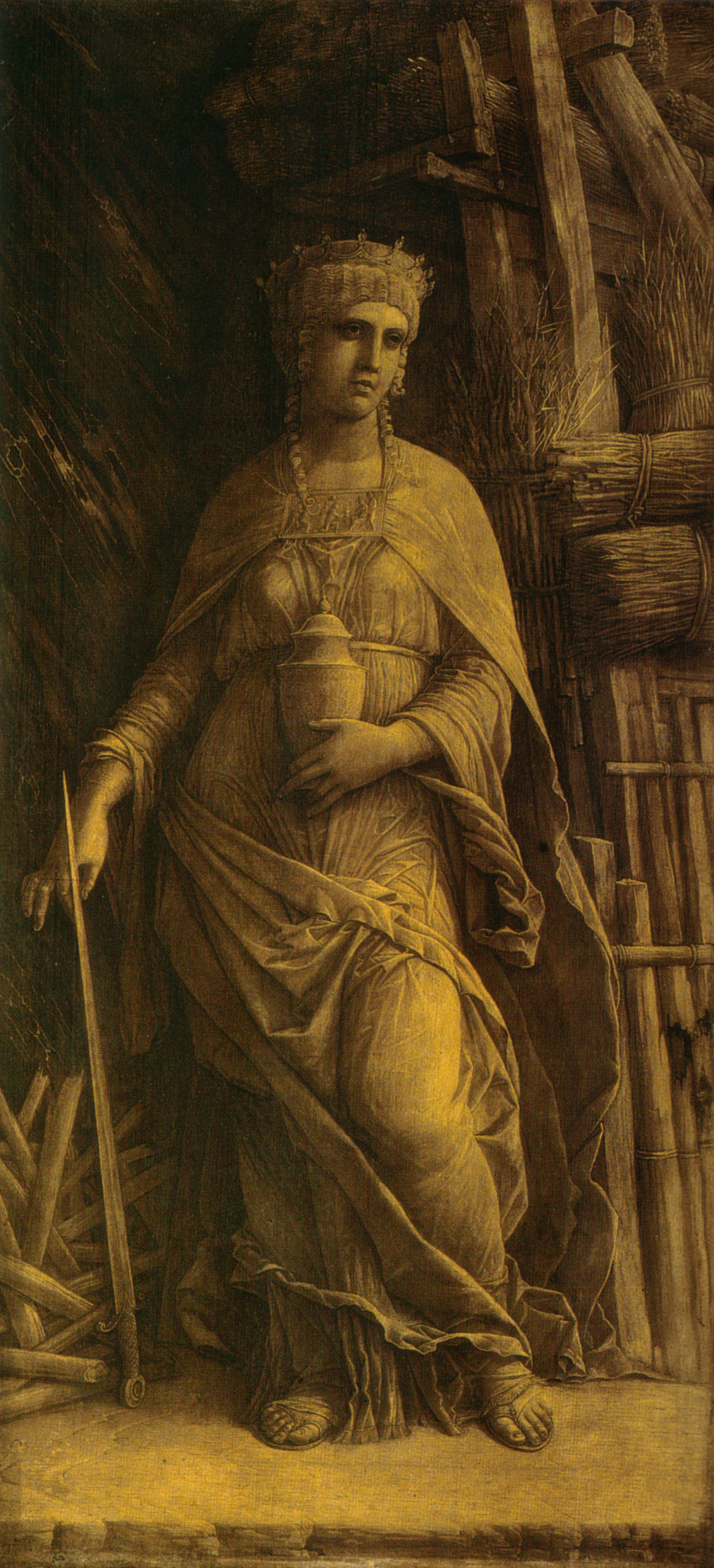
Андреа Мантенья, Дидона, 1490-е
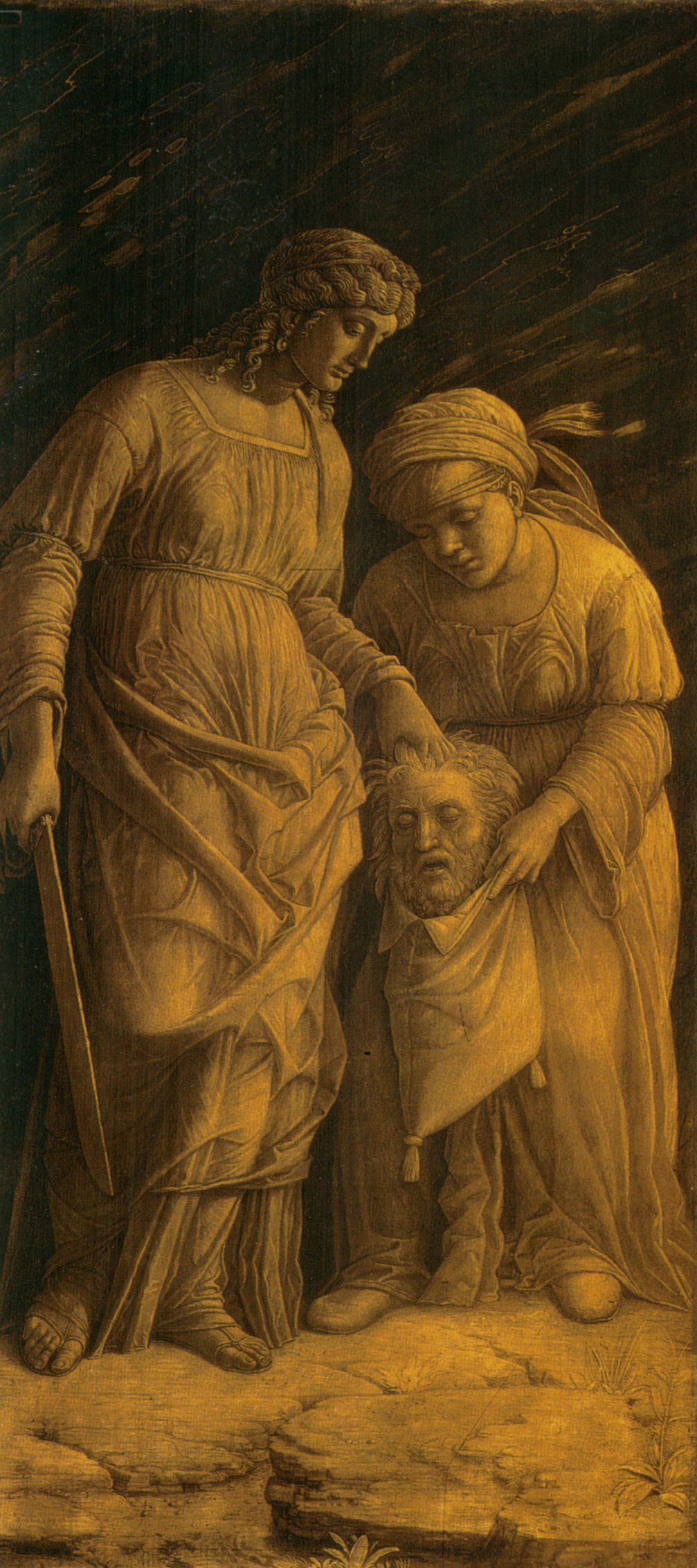
Андреа Мантенья, Юдифь, 1490-е
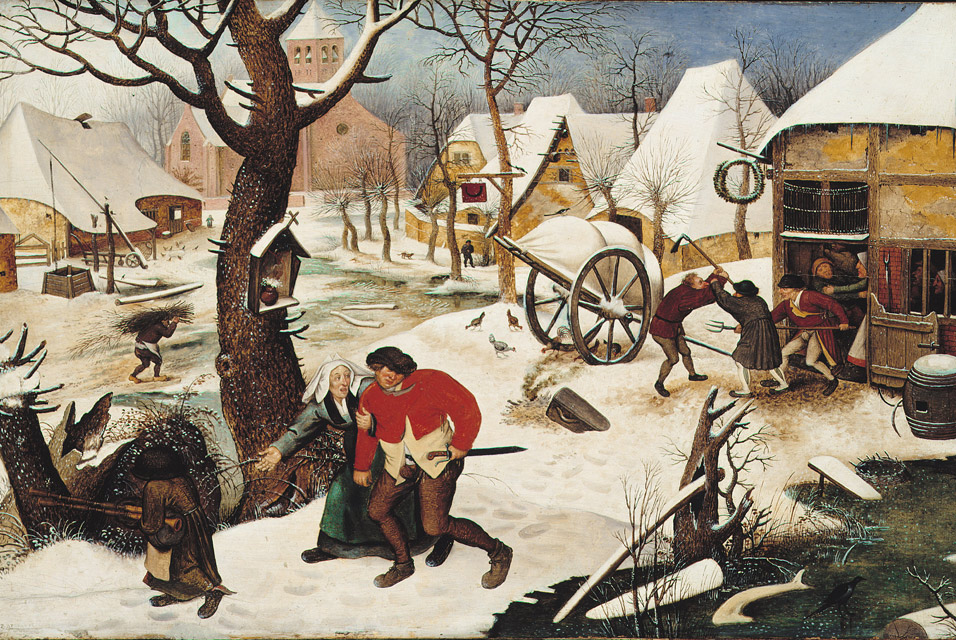
Питер Брейгель-младший, Возвращение из гостей, после 1616
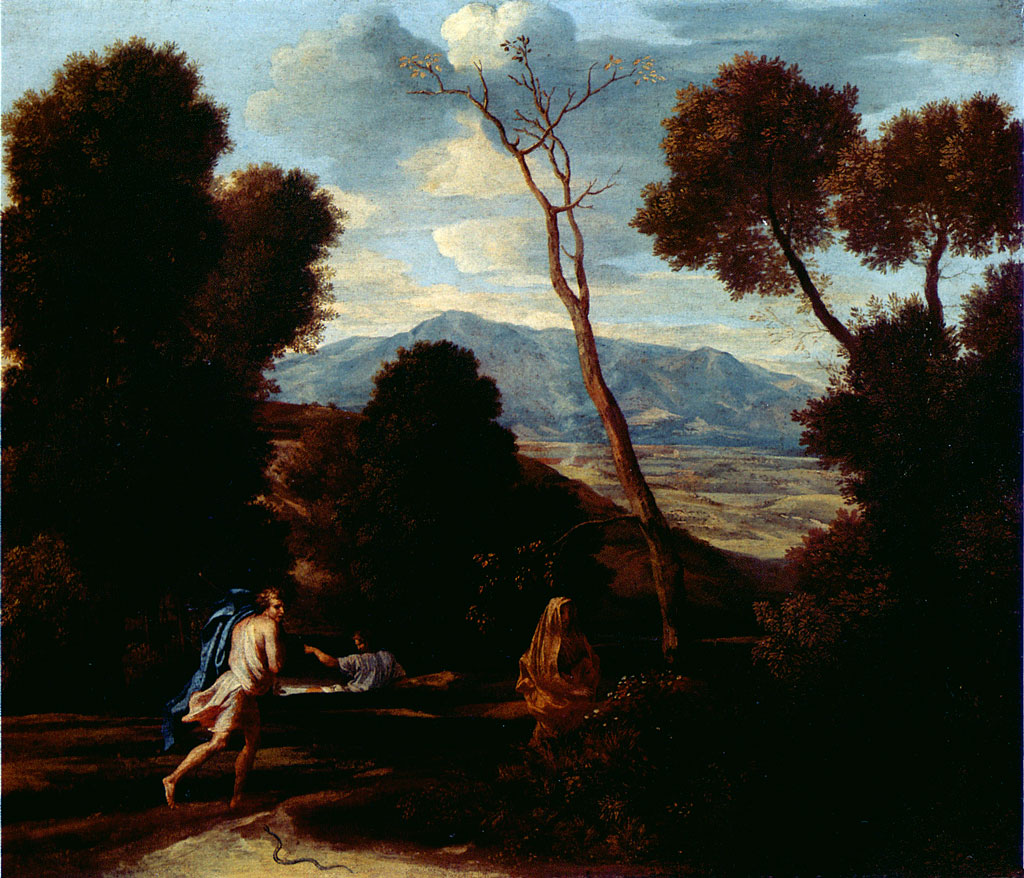
Никола Пуссен, Пейзаж с людьми, испуганными змеёй, 1633-1635
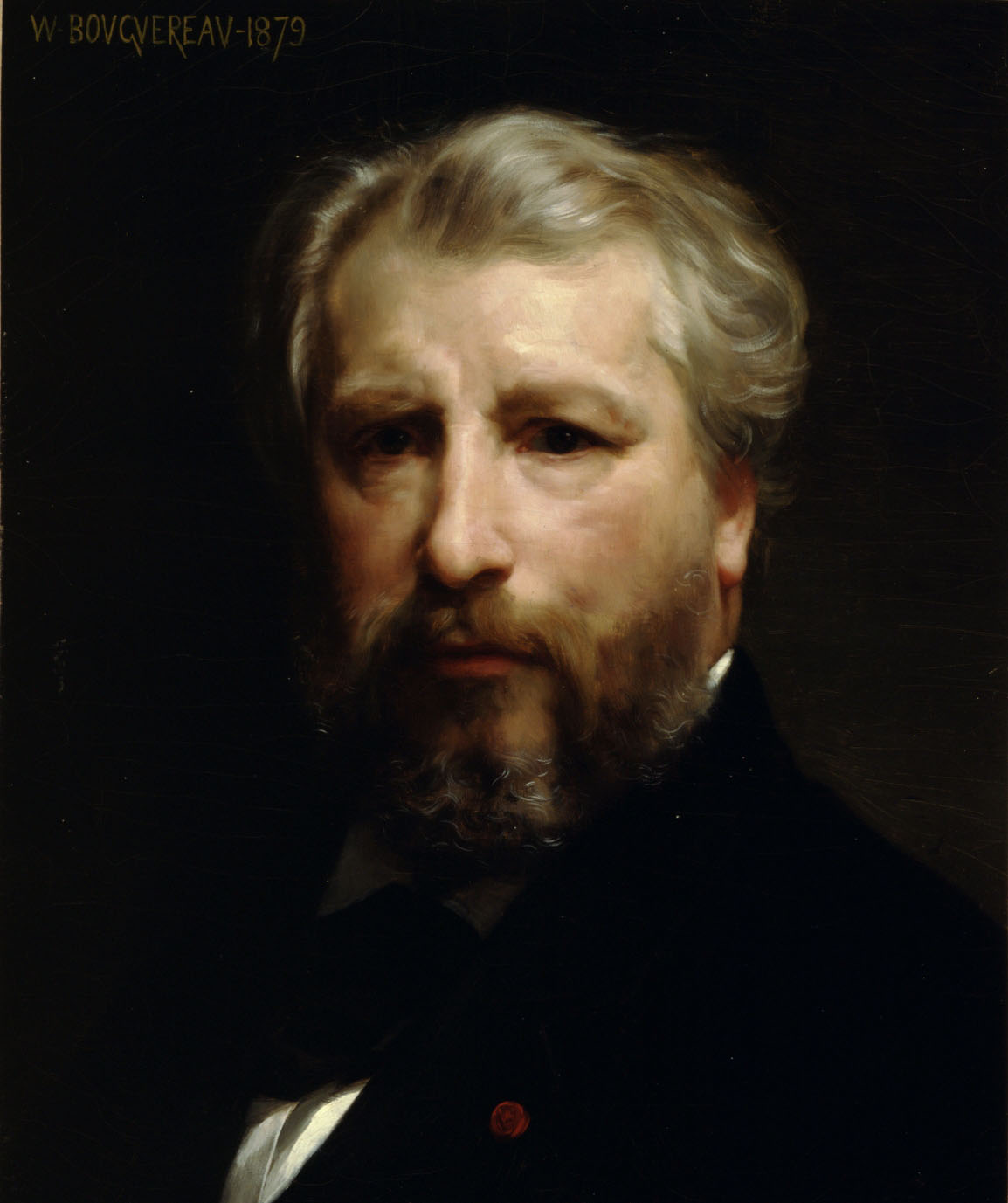
Адольф Вильям Бугро, Автопортрет, 1879
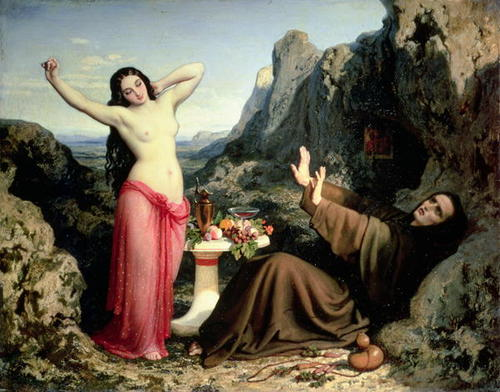
Доминик Папети, Искушение Святого Иллариона, 1843
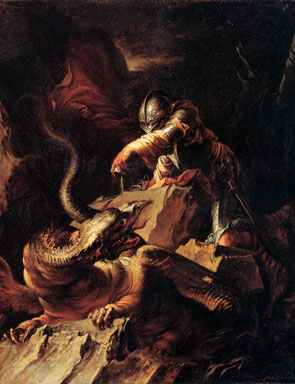
Сальватор Роза, Ясон усыпляет дракона, 1665-1670
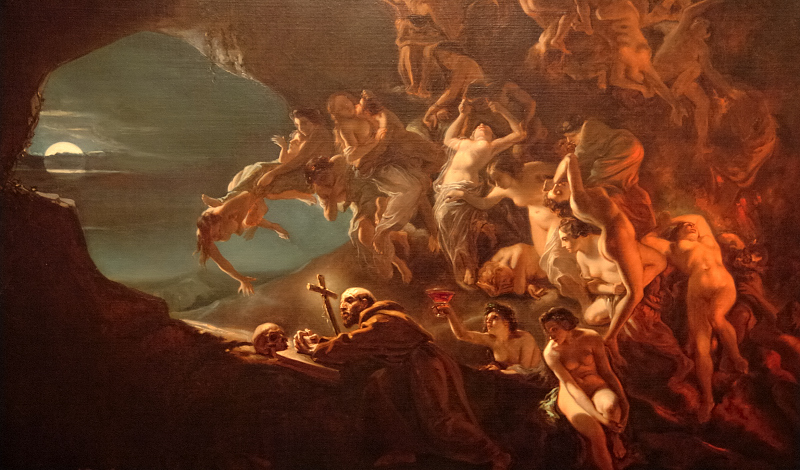
Николя-Франсуа-Октав Тассер, Искушение Святого Иллариона, 1857
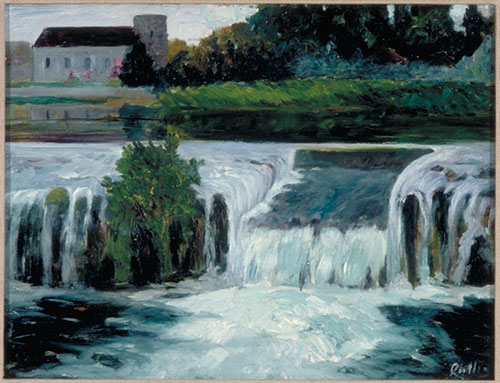
Морис Каллен, Пейзаж, 1890
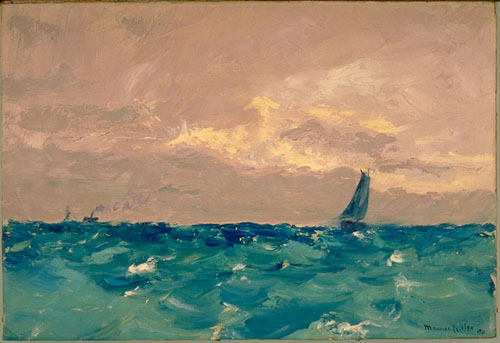
Морис Каллен, Море, 1890